# 紐約州公園大道系統
紐約州公園大道系統（英語：New York State Parkway System）是美國紐約州的一系列小客車專用的高速公路系統。第一條開通的公園大道是在1908年對公眾開放，最初的設計構想是為紐約市居民提供通往郊區的快速道路，因此公園大道也特別注重景觀方面的設計，後來在紐約州各大城市附近也建了許多公園大道，但是多數的公園大道仍集中於紐約市。今天公園大道系統仍在使用中，不過是經過了許多的改善以更加符合汽車高速行駛的需求。根據紐約州的定義，公園大道是只允許自用小客車行駛的高速公路，但由於注重景觀方面所以犧牲了許多較安全的設計，例如較短的加速減速道與較低的限高限速。紐約州總共有24條公園大道。

## 公園大道
- 海灣公園大道（Bay Parkway）
- 大雄山州立公園公園大道（Bear Mountain State Parkway）
- 外環公園大道（Belt Parkway）（1941年建）
- 貝斯佩吉公園大道（Bethpage State Parkway）
- 布朗克斯河公園大道（Bronx River Parkway）（1908年建）
- 跨島公園大道（Cross Island Parkway）（1940年建）
- 羅斯福東河公園大道（Franklin D. Roosevelt East River Drive, FDR Drive）
- 大中央公園大道（Grand Central Parkway）（1936年建）
- 赫克學爾州公園大道（Heckscher State Parkway）（1959年建）
- 亨利哈德遜公園大道（Henry Hudson Parkway）（1937年建）
- 哈琴森河公園大道（Hutchinson River Parkway）
- 安大略湖州公園大道（Lake Ontario State Parkway）
- 環圈公園大道（Loop Parkway）
- 草原小溪州公園大道（Meadowbrook State Parkway）（1932年建）
- 北方州公園大道（Northern State Parkway）（1965年建）
- 海洋公園大道（Ocean Parkway）
- 樂園公園大道（Playland Parkway）
- 羅伯摩西州公園大道（Robert Moses State Parkway）
- 撒格提可斯州公園大道（Sagtikos State Parkway）（1952年建）
- 索米爾河公園大道（Saw Mill River Parkway）（1954年建）
- 南方州公園大道（Southern State Parkway）（1949年建）
- 史布蘭溪公園大道（Sprain Brook Parkway）
- 桑肯草原州公園大道（Sunken Meadow State Parkway）
- 塔康尼克州公園大道（Taconic State Parkway）
- 丸塔州公園大道（Wantagh State Parkway）（1929年建）